# Bentheledone albida
Bentheledone albida är en bläckfiskart som först beskrevs av Berry 1917.  Bentheledone albida ingår i släktet Bentheledone och familjen Octopodidae. Inga underarter finns listade i Catalogue of Life.